# مطار كلميم
مطار كلميم (إياتا: GLN، إيكاو:GMAG ) هو مطار دولي يخدم مدينة كلميم بجهة كلميم واد نون في جنوب المغرب، ويقع على بعد 8 كلم شمال غرب المدينة. له إستعمالات مدنية للرحلات الجوية التجارية وإستعمالات عسكرية لطائرات ومروحيات القوات المسلحة الملكية والدرك الملكي. يبلغ طول مدرج المطار 3040 متر وعرضه 45 متر. وتبلغ الطاقة الاستعابية للمطار 000 700 مُسافر في السنة.

## تاريخ
- في 1 غشت 2011 أقيمت جنازة عسكرية في مطار كلميم، بعد حادث طائرة هيركوليز للقوات الجوية الملكية المغربية، وقد تم إرسال الجثامين إلى أهالي الضحايا، حيث نقلت 4 طائرات سي-130، 74 ثابوتا من مطار كلميم في إتجاه مطارات أكادير ومراكش والدار البيضاء والقنيطرة وفاس، فيما تم نقل ستة جثامين برا على متن ستة سيارات إسعاف تابعة للوقاية المدنية في اتجاه تغجيجت وطانطان والعيون، وتم إعلان حداد في المغرب لمدة ثلاثة أيام واعتبار سؤء الأحوال الجوية كمسبب رئيسي للحادث، ويعتبر هذا أسوء حادث للقوات الجوية الملكية المغربية في تاريخها.
- في سنة 2014، كان لمطار كلميم دور فعال ومهم خلال فيضانات كلميم والتي وصفت بالكارثية بسبب عدد الضحايا، خلال تلك الفيضانات انهارت أغلب الطرق وتم إعلان كلميم منطقة منكوبة، فكان المطار هو الوسيلة الوحيدة لإيصال المساعدات الغذائية وفرق الإنقاذ باستعمال طائرات ومروحيات القوات المسلحة الملكية والدرك الملكي.
- 11 يونيو 2019، دشنت الخطوط الملكية المغربية خطاً جوياً يربط بين كلميم والعيون.[2]
- 21 ديسمبر 2020، دشنت العربية للطيران المغرب خطاً جوياً بين كلميم والدار البيضاء.[3]
- 2 أبريل 2022: دشنت بينتر كنارياس خطاً جوياً يربط بين كلميم و غران كناريا.[4]

## تحديث المطار
تم إعادة تهيئة مطار كلميم بغلاف مالي 273,5 مليون درهم وانطلقت أشغال تهيئة المطار سنة 2016 وانتهت في سنة 2018 بتمويل من المكتب الوطني للمطارات بنسبة 100% خارج القيمة التي حددت للمنشأة الفنية الرابطة بين المطار والمدينة، وبعد هذه التهئية أصبحت القدرة الاستعابية للمطار 700.000 مُسافر سنويا.
وقد شمل مشروع التهيئة بناء محطة جوية جديدة على مساحة 7000 متر مربع، وبنايات مختلفة (وحدات تقنية بنايات إدارية مصلحة مكافحة الحريق) على مساحة 2000 متر مربع، مع توسيع وتأهيل منطقة التحركات، وإنجار مواقف للطائرات تتسع لأربعة طائرات من الحجم المتوسط، كما تم بموجبه تأهيل مدخل المطار وموقف السيارات بقدرة استعابية تصل إلى 290 موقف بالإضافة إلى الممرات الطرقية الملحقة بها وبالخصوص قنطرة على واد أم العشار حيث تمت توسعتها من 40 متر لتبلغ 100 متر. المحطة الجوية الجديدة تستجيب لكافة المعايير والضوابط المعمول بها في مجال الأمان والخدمة، كما شملت الأشغال أيضا ترميم السور الخارجي وأبراج المراقبة المحيطة بالمطار والمداخل والطرقات المؤدية اليه، وقد تم تدشين المحطة الجوية الجديدة والشروع في استخدامها رسمياً في يناير 2019.

## شركات الطيران
| شركات الطيران           | الوجهات                |
| ----------------------- | ---------------------- |
| العربية للطيران المغرب  | الدار البيضاء          |
| الخطوط الملكية المغربية | طانطان - الدار البيضاء |
| بينتر كنارياس           | غران كناريا - لانزاروت |

## إحصائيات
حركة المسافرين في مطار كلميم، حسب إحصائيات المكتب الوطني للمطارات:
| 2012  | 2013   | 2014   | 2015   | 2016   | 2017   | 2018   | 2019   | 2020 | 2021   | 2022   |
| ----- | ------ | ------ | ------ | ------ | ------ | ------ | ------ | ---- | ------ | ------ |
| 350 8 | 749 10 | 465 13 | 505 11 | 255 10 | 078 11 | 481 10 | 210 13 | 3991 | 443 11 | 850 18 |
|       | ▲      | ▲      | ▼      | ▼      | ▲      | ▼      | ▲      | ▼    | ▲      | ▲      |

## حوادث
- 26 يوليوز 2011: تحطمت طائرة شحن عسكرية من نوع لوكهيد سي-130 هيركوليز تحمل الترقيم "CNA-OQ" وهي تابعة للقوات الملكية الجوية المغربية، الطائرة إصطدمت بجبل قريب من المدينة عندما كانت تستعد للهبوط بمطار كلميم ويعود سبب هذا الحادث إلى الأحوال الجوية السيئة وكثرة الضباب.